# Blera garretti
Blera garretti är en tvåvingeart som först beskrevs av Charles Howard Curran 1924.  Blera garretti ingår i släktet stubblomflugor, och familjen blomflugor. Inga underarter finns listade i Catalogue of Life.